# Давід Жуніор Лопеш
Давід Жуніор Лопеш (порт.-браз. David Júnior Lopes; нар. 19 липня 1982, Маринга, Парана, Бразилія) — бразильський футболіст, захисник. 

## Життєпис
Народився в штаті Парана. Футболом розпочав займатися в клубі «Адап Гало», а в 2000 році опинився в «Атлетіку Паранаенсі». Починаючи з сезону 2002/03 років тренувався разом з першою командою вище вказаного клубу. По ходу сезону 2002/03 років підписав контракт з «Порту», але через високу конкуренцію в першій команді шансу проявити себе так і не отримав, натомість грав за резервний склад вище вказаного клубу. У Португалії провів два роки, після чого повернувся на батьківщину, де уклав договір з «Іраті».
Взимку 2004 року вирішив вдруге спробувати свої сили в Європі, переїхав до Хорватії, де підписав контракт з «Осієком». У команді провів 18 місяців, за цей час став стабільним гравцем основи, зіграв 35 матчів у національному чемпіонаті. Виступаючи за хорватський клуб, привернув увагу скаутів самарських «Крил Рад», але офіційної пропозиції щодо трансферу так і не надійшло. У 2008 році перейшов у «Терек», з яким підписавши контракт на 2 роки. 22 березня цього року у матчі проти раменського «Сатурна» дебютував у чемпіонаті Россії. Але не зміг закріпитися в основному складі команди і в січні 2009 року його виставили на трансфер. Загалом у складі грозненського клубу зіграв 14 матчів.
У 2009 році вільним агентом перейшов до представника другого дивізіону чемпіонату Іспанії, «Кордови». Дебютував за нову команду в поєдинку проти «Вільярреалу Б», в якому також відзначився голом. У першій частині сезону залишався основним гравцем, але в другій частині — втратив своє місце в стартовому складі. Напередодні останнього матчу чемпіонату проти «Кастельйона» розірвав угоду та повернувся до Бразилії.
Місяць по тому вільним агентом повернувся до Європи, де підписав контракт з румунським «Університатя» (Крайова). За нову команду у Лізі I дебютував 15 серпня 2010 року в нічийному поєдинку проти «Тімішоари». У команді також відіграв один сезон.
Напередодні початку осінньої частини MLS 2011 перейшов до «Чівасу США». 10 квітня 2012 року обміняний на Паоло Кардозо до «ЛА Гелексі».
По завершенні сезону 2013 року в MLS залишив «ЛА Гелексі» вільним агентом. Після цього повернувся до Бразилії, де наприкінці кар'єри грав за скромні клуби «Маринга», «Комерсіал» та «Уніау» (Рондонополіс).

## Досягнення
«Лос-Анджелес Гелексі»
- Кубок МЛС
  -  Володар (1): 2012